# Hanivka, Sokal
Hanivka (în ucraineană Ганівка) este un sat în comuna Luciîți din raionul Sokal, regiunea Liov, Ucraina.

## Demografie
Componența lingvistică a localității Hanivka
     Ucraineană (100%)
Conform recensământului din 2001, toată populația localității Hanivka era vorbitoare de ucraineană (100%).